# Régis Roinsard
 (août 2019).
Régis Roinsard, né en 1972 à Louviers (Eure), est un réalisateur et scénariste français.

## Biographie
Avant de réaliser des longs métrages, Régis Roinsard commence par photographier, au lycée, ses camarades. Il expose plusieurs fois dans sa ville. En même temps, il travaille dans un vidéo-club, un magasin de disques puis étudie le cinéma à l'ESEC et fait presque tous les métiers du 7ème art. Il signe quatre courts métrages, Les petits-salés, Madame Dron, SimOn, Belle enfin possible, tous récompensés dans les festivals nationaux et internationaux. Il réalise aussi des clips  pour Jean-Louis Murat, Luke, Anaïs, Étienne Charry, Cali, Mareva Galanter, La Maison Tellier ou encore Los Campesinos ! Régis Roinsard réalise le documentaire-fiction Rendez-vous avec Jane pour Jane Birkin avec la participation d'Etienne Daho, Dominique A, Marianne Faithfull, Chilly Gonzales, Daniel Darc, Christophe Miossec, Alain Bashung, Sabine Azéma, Beth Gibbons, Alain Souchon, Yann Tiersen, Alain Chamfort.
2012 est l'année du passage au long-métrage, avec son premier film Populaire, une comédie romantique et sportive, lors de la sortie en France, les critiques sont élogieuses. Courant 2013, le film sort dans 45 pays à travers le monde, il obtient cinq nominations aux César, dont celle de meilleur premier film et gagne quatre prix internationaux.

## Filmographie

### Longs métrages
- 2012 : Populaire
- 2020 : Les Traducteurs
- 2021 : En attendant Bojangles

### Courts métrages
- 1995 : Les Petits-Salés, avec Jean-Claude Dreyfus et Agnès Jaoui
- 1997 : Madame Dron, avec Arlette Thomas
- 2001 : SimOn, avec Guillaume Hussenot et Dominique Reymond
- 2005 : Belle, Enfin possible, pour la collection Canal+ 10 minutes pour refaire le monde

### Autres
- 2001 : Apparition dans l'épisode Une histoire de parrain de la série télévisée H, en tenant le rôle d'un commerçant.
- 2004 : Rendez-vous avec Jane, documentaire fiction sur Jane Birkin

## Distinctions

### Récompenses
- 2013 : Trophée duo révélation cinéma réalisateur-producteur aux Trophées du Film français pour Populaire

### Nominations

#### César du cinéma
- César 2013 : nominations aux César du meilleur premier film pour Populaire